# Celosia micrantha
Celosia micrantha là loài thực vật có hoa thuộc họ Dền. Loài này được Baker mô tả khoa học đầu tiên năm 1887.